# Чёрная пятница (рассказ)
Чёрная пятница — трагикомический рассказ (1924 г.) Алексея Николаевича Толстого, живописующий быт русской эмиграции в Берлине.

## Публикация
Произведение увидело свет в 1924 году в одноимённом сборнике рассказов 23-24 годов, благодаря издательству "Атеней". Тираж неизвестен. С чтением своего рассказа А. Н. Толстой выступил как докладчик перед Комитетом по изучению современной литературы в Российском Институте Истории Искусств в первой половине 1924 года. Писатель отметил, что новая вещь базируется на его опыте жизни за границей. "Особенностью предлагаемого рассказа автор считает метод "синтетического реализма". Два года спустя "Чёрную пятницу" выпускает уже рабочее издательство "Прибой" в серии "Библиотека для всех".

## Цитаты
Нервная, волосы висят. Никакого влечения. Не женщина, а понедельник...
Я философ. Я люблю человечество. Хотя люди ― сволочь.

## Структура

#### Повествование разбито на главы
- Первое появление
- Писатель Картошин
- Адские муки
- Вторая автобиография
- Кипучая деятельность
- Что можно рассказать в пятнадцать минут
- Третья автобиография
- С птичьего полёта
- Ночные безумства
- Похмелье
- Чёрная пятница

## Сюжет
Действие разворачивается в самом сердце предфашистской Германии. В берлинском пансионе фрау Штуле, облюбованном русскими эмигрантами, появляется новый постоялец с говорящим именем Адольф Адольфович Задер. С его появлением жизнь обитателей пансиона, отчаянно борющихся за существование на чужбине, круто меняется. Каждый по-своему рассчитывает на деньги и покровительство этого энергичного и таинственного человека с золотыми зубами, большого любителя ликёра «Кюрасао Канторовиц» и вообще жизни на широкую ногу.
В пансионе проживают: хозяйка, вдова коммерции советника фрау Штуле; её незамужняя племянница фрейлейн Хильда. Чета Картошиных: безымянный писатель-антисоветчик и его жена Мура. Мать и дочь Зайцевы: Анна Осиповна и Соня. Полковник Павел Павлович Убейко, глава семьи, многодетный отец.
Толстовский Остап Бендер виртуозно затягивает новых знакомцев как в вихрь своих кутежей, так и махинаций: на этот раз речь идёт о биржевой спекуляции долларами. В пятницу 13-е происходит нечто неожиданное для всех.

## Связь с другими произведениями
Рассказ выходит примерно в одно время с более развёрнутой повестью о другом авантюристе ― Невзорове («Похождения Невзорова, или Ибикус»). Оба произведения имеют общую канву, деталями перетекая друг в друга (лже-графство, тараканьи бега и др.).

## Адаптации
Ленрадио знакомит слушателя с радиопостановкой по рассказу. Продолжительность: 55 мин.

#### Роли читают
- От автора — Сергей Бехтерев
- Адольф Задер — Сергей Дрейден
- полковник Убейко — Геннадий Богачёв
- писатель Картошин — Вячеслав Захаров
- жена Картошина — Ольга Волкова
- Соня Зайцева  — Римма Шибаева